# Nykiel
Nykiel [pronunciación en polaco: /ˈnɨkʲɛl/] es un pueblo en el distrito administrativo de Gmina Wierzbinek, dentro del Distrito de Konin, Voivodato de Gran Polonia, en el centro-oeste de Polonia. Se encuentra aproximadamente 8 kilómetros al sudoeste de Wierzbinek, 22 kilómetros al noreste de Konin, y 104 kilómetros al este de la capital regional, Poznań.